# 제한된 합리성
제한된 합리성(bounded rationality)은 개인이 결정을 내릴 때 합리성이 제한된다는 생각이다. 즉, 인간의 "선호도는 특정 기준 수준에 대한 결과의 변화에 의해 결정된다". 합리성을 제한하는 것에는 결정이 필요한 문제의 어려움, 마음의 인지 능력 및 결정을 내리는 데 사용할 수 있는 시간 등이 있다. 제한된 합리성 이론 속에서의 의사결정자는 최적의 해법이 아니라 만족스러운 해법을 찾는다. 따라서 인간은 최적의 결정을 내리기 위해 전체 비용 편익 분석을 하지 않고 적절성 기준을 충족하는 결정을 선택한다.
인간 행동을 설명하는 사회과학의 일부 모델은 합리적 선택 이론이나 다운스의 정치적 대리인 모델에서와 같이 인간이 합리적으로 근사하거나 "합리적인" 실체로 설명될 수 있다고 가정한다. 제한된 합리성의 개념은 의사결정을 주어진 정보에서 최적의 선택을 찾는 완전히 합리적인 과정으로 보는 이러한 "최적화로서의 합리성"을 보완한다. 따라서 제한된 합리성은 인간 행동의 가정된 완전한 합리성(신고전파 접근과 같은 다른 경제학 이론에서 활용됨)과 인간 인지의 현실 사이의 불일치를 해결한다고 말할 수 있다. 요컨대, 제한된 합리성은 "완벽한" 합리성의 개념을 수정하여 자연적인 결정 문제의  만드는 데 사용할 수 있는 유한한 계산 자원으로 인해 완벽하게 합리적인 결정이 종종 실제로 실현 가능하지 않다는 사실을 설명한다. 제한된 합리성의 개념은 경제학, 심리학, 법학, 정치학, 인지과학을 포함한 다양한 학문 분야에 계속 영향을 미치고 있다.

## 배경 및 동기
제한된 합리성은 허버트 사이먼에 의해 만들어졌으며 경제학, 정치 과학 및 관련 분야에서 사용되는 의사 결정의 수학적 및 신고전주의적 경제 모델링을 위한 대안적 기반으로 제안되었다. 많은 경제학 모델은 대리인이 평균적으로 합리적이며 효용을 최대화하기 위해 선호도에 따라 행동하도록 대량으로 근사할 수 있다고 가정한다. 제한된 합리성을 가지고 사이먼의 목표는 "경제적 인간의 전지구적 합리성을 정보에 대한 접근과 양립할 수 있는 일종의 합리적 행동으로 대체하는 것이었고, 이는 인간을 포함한 유기체가 실제로 소유한 환경의 종류 어떤 유기체가 존재하는지."
《인간의 모형》(Models of Man)에서 사이먼은 대부분의 사람들이 부분적으로만 합리적이고 나머지 부분에서는 비합리적이라고 주장한다. 다른 작업에서 그는 "제한적으로 합리적인 에이전트는 복잡한 문제를 공식화하고 해결하고 정보를 처리(수신, 저장, 검색, 전송)하는 데 한계를 경험한다"라고 말한다. 사이먼은 가위 한 쌍의 비유를 사용했는데, 여기서 한 날은 실제 인간의 "인지적 한계"를 나타내고 다른 하나는 "환경의 구조"를 나타내며 마음이 환경의 알려진 구조적 규칙성을 활용하여 제한된 자원을 보상하는 방법을 보여준다.
사이먼은 합리성의 "고전적" 모델이 상당히 엄격한 형식화의 정맥 내에 남아 있으면서 다소 더 현실적일 수 있는 여러 차원을 설명한다. 여기에는 다음이 포함된다.
- 유틸리티 기능의 유형 제한
- 정보 수집 및 처리 비용 인식
- "벡터" 또는 "다중 값" 유틸리티 기능을 가질 가능성

사이먼은 경제 주체가 엄격하고 엄격한 최적화 규칙보다 결정을 내리기 위해 휴리스틱 을 사용한다고 제안한다. 그들은 상황의 복잡성 때문에 이렇게 한다. 휴리스틱에 의해 억제된 행동의 예는 어려운 상황(예: 체스)에서 사용되는 전략과 비교하여 간단한 상황(예: Tic-tac-toe)에서 사용되는 인지 전략을 비교할 때 볼 수 있다. 게임 이론 경제학에서 정의한 두 게임 모두 완벽한 정보를 가진 유한 게임이므로 동등한다. 그러나 Chess에서는 정신 능력과 능력이 구속력이 있으므로 최적의 선택이 불가능하다. 따라서 에이전트의 정신적 한계를 테스트하려면 Chess 내의 문제와 같은 복잡한 문제를 연구하여 개인이 인지적 한계를 극복하는 방법과 솔루션을 형성하는 데 사용되는 행동 또는 휴리스틱을 테스트해야 한다

## 모델 확장
의사 결정자들은 언제 어떻게 결정해야 하는지 결정해야 하므로 Ariel Rubinstein은 의사 결정 절차를 명시적으로 지정하여 제한된 합리성을 모델링할 것을 제안했다. 이것은 연구 의제에 결정 절차에 대한 연구를 둔다.
게르트 기거렌처는 결정 이론가들이 어느 정도 사이먼의 독창적인 아이디어를 고수하지 않았다고 주장한다. 오히려 그들은 합리성의 한계로 인해 결정이 어떻게 손상될 수 있는지를 고려하거나 사람들이 최적화할 수 없는 자신의 무능력에 대처하는 방법을 모델링했다. 기거렌처는 단순한 휴리스틱 이 종종 이론적으로 최적의 절차보다 더 나은 결정으로 이어진다는 것을 제안하고 보여준다. 또한 Gigerenzer는 에이전트가 환경에 상대적으로 반응하고 인지 프로세스를 사용하여 그에 따라 적응한다고 말한다.
Huw Dixon은 훗날 제한된 합리성을 바탕으로 추론하는 과정을 자세히 분석할 필요가 없을 수도 있다고 주장한다. 에이전트가 최적에 "가까운" 행동을 선택할 것이라고 믿는다면, 우리는 엡실론 최적화 의 개념을 사용할 수 있다. 최적(가능한 최상의) 보수를 다음과 같이 정의하면 {\displaystyle U^{*}}, 그러면 엡실론 최적화 옵션 S(ε) 세트는 다음과 같은 모든 옵션 s 로 정의될 수 있다.
{\displaystyle U(s)\geq U^{*}-\epsilon } .
엄격한 합리성의 개념은 특별한 경우이다(ε=0). 이 접근 방식의 장점은 추론 과정을 자세히 지정하지 않아도 되지만, 그 과정이 무엇이든 최적에 가까워지면 충분하다고 단순히 가정한다는 것이다.
계산적 관점에서 의사결정 절차는 알고리즘과 휴리스틱으로 인코딩될 수 있다. Edward Tsang은 에이전트의 효과적인 합리성은 컴퓨팅 지능 에 의해 결정된다고 주장한다. 다른 모든 것이 동일하다면, 더 나은 알고리즘과 휴리스틱을 가진 에이전트는 열악한 휴리스틱과 알고리즘을 가진 에이전트보다 "더 합리적"(최적에 더 가까운) 결정을 내릴 수 있다. Tshilidzi Marwala 와 Evan Hurwitz 는 제한된 합리성에 대한 연구에서 기술의 발전(예: 무어의 법칙, 인공 지능 및 빅 데이터 분석으로 인한 컴퓨터 처리 능력)이 실현 가능한 합리성 공간을 정의하는 경계를 확장한다고 관찰했다. 합리성의 범위가 확장되기 때문에 기계의 자동 의사 결정은 시장을 보다 효율적으로 만든다.

## 행동경제학
제한된 합리성은 인간이 차선의 의사 결정으로 이어질 수 있는 추론 지름길을 택한다는 생각을 의미한다. 행동 경제학자는 인간 의사 결정의 효율성을 높이기 위해 에이전트가 사용하는 의사 결정 지름길 매핑에 참여한다. 이 아이디어에 대한 한 가지 처리는 Cass Sunstein과 Richard Thaler의 Nudge에서 나온다. Sunstein과 Thaler는 인간 에이전트의 제한된 합리성에 비추어 선택 아키텍처를 수정할 것을 권장한다. Sunstein과 Thaler의 널리 인용된 제안은 덜 건강한 선택 대신 그 선택을 할 가능성을 높이기 위해 더 건강한 음식을 눈에 잘 띄는 곳에 두도록 촉구한다. Nudge에 대한 일부 비평가들은 선택 아키텍처를 수정하면 사람들이 더 나쁜 의사 결정자가 될 것이라고 주장했다.
게다가, 제한된 합리성은 1950년대에 신고전파 경제학 이론 내에서 논의된 가정 포인트를 다루려고 시도한다. 이 이론은 복잡한 문제, 문제가 제시되는 방식, 모든 대안 선택 및 효용 기능이 모두 사전에 의사 결정자에게 제공된다고 가정하며 이것이 현실적이지 않을 수 있다. 이것은 수십 년 동안 널리 사용되고 받아 들여졌지만 경제학자들은 이 이론을 활용하는 데 몇 가지 단점이 있음을 깨달았다. 이 이론은 전반적인 의사결정에 영향을 미칠 수 있는 문제가 처음에 의사결정자에 의해 발견되는 방법을 고려하지 않았다. 또한 개인의 가치, 대안이 발견되고 생성되는 방식, 의사결정 과정을 둘러싼 환경 등도 이 이론을 사용할 때 고려하지 않다. 또는 제한된 합리성은 의사 결정자의 인지 능력과 최적의 의사을 저해할 수 있는 요인에 초점을 맞추고 있다. 다른 많은 경제학 이론의 기초(예: 조직 이론) John DW Morecroft(1981)가 언급한 바와 같이 "...조직의 성과와 성공은 주로 구성원의 심리적 한계에 의해 좌우된다..."를 강조한다.

## 심리학에서
Daniel Kahneman과 Amos Tversky의 공동 작업은 제한된 합리성의 지도를 만들려는 시도에서 Herbert A. Simon의 아이디어를 확장한다. 이 연구는 개인이 선택한 최적의 신념과 만족스러운 행동과 비교하여 합리적 대리인으로 가정된 사람의 선택을 탐구하려고 시도했다. Kahneman은 그 연구가 형식적인 경제 모델에 맞는 심리학 연구의 부정확성으로 인해 주로 심리학 학파에 기여한다고 언급하지만 이론은 단순하고 정확한 모델을 확장하고 다양한 심리 현상을 다루는 방법으로 경제 이론에 유용하다. Daniel Kahneman과 Amos Tversky 의 작업에서 다루는 세 가지 주요 주제는 Herbert A. Simon 이 제한된 합리성의 심리학으로 정의한 바에 맞는 연구의 정점인 판단의 발견법, 위험한 선택 및 프레이밍 효과를 포함한다. Simon의 작업과 대조적으로 ; Kahneman과 Tversky는 제한된 합리성이 상황에 관계없이 인지 메커니즘의 오류에 더 중점을 둔 단순한 작업에 미치는 영향에 초점을 맞추는 것을 목표로 했다.

## 소셜 네트워크 구조에 대한 영향
최근 연구에 따르면 개인의 제한된 합리성이 그들 사이에서 진화 하는 소셜 네트워크의 토폴로지에 영향을 미칠 수 있다. 특히 Kasthurirathna와 Piravenan 은 사회생태학적 시스템에서 평균적으로 합리성을 개선하려는 추진력이 규모가 없는 속성의 출현에 대한 진화론적 이유가 될 수 있음을 보여주었다. 그들은 초기에 분산 경계 합리성을 가진 무작위 네트워크에서 여러 전략 게임을 시뮬레이션한 다음 노드의 제한된 합리성에도 불구하고 네트워크가 평균적으로 내쉬 균형을 향해 수렴하도록 네트워크를 다시 배선하여 이를 수행했다. 그들은 이 재배선 프로세스가 규모가 없는 네트워크를 생성한다는 것을 관찰했다. 규모가 없는 네트워크는 사회 시스템에서 어디에나 존재하기 때문에 제한된 합리성 분포와 사회 구조 간의 연결은 사회 현상을 설명하는 데 중요하다.

## 결론
제한된 합리성은 1950년대와 1970년대 사이에 널리 받아들여진 합리성 가정에 이의를 제기한다. 이 가정은 기대 효용 극대화, 베이지안 확률 판단 및 기타 시장 중심 경제 계산을 고려할 때 처음에 사용되었다. 이 개념은 인간이 결정을 내리기 위해 무의식적으로 만족 을 사용하는 방식에 초점을 맞출 뿐만 아니라 복잡한 문제에 대한 의사 결정에 앞서 접근하는 제한된 정보를 감안할 때 인간이 상당 부분 추론한다는 점을 강조한다. 이 개념은 의사결정과 인간의 인지에 대해 현실적으로 파고들면서 완전한 합리적 인지와 행동을 가정한 이전 이론에 도전하지만, 제한된 합리성은 모든 사람에게 다른 것을 의미할 수 있으며 각 사람이 만족하는 방식은 환경과 그들이 가지고 있는 정보에 따라 다를 수 있다.

## 같이 보기
- 이타주의
- 분석마비
- 인지 편향
- 인지적 구두쇠
- 엘리트주의
- 프레이밍
- 신고전파 경제학
- 전망 이론
- 라인하르트 젤텐
- 로마의 상업
- 공유지의 비극
- 거래 비용
- 효용 극대화